# Samanea dinklagei
Espèce
Synonymes
- Albizia dinklagei (préféré par NCBI)[2]
- Albizia dinklagei (Harms) Harms[1]
- Albizia leptophylla Harms[1]
- Cathormion dinklagei (Harms) Hutch. & Dandy[1]
- Mimosa dinklagei Harms[1]
- Pithecellobium dinklagei (Harms) Harms[1]
- Samanea dinklagei[2]

Samanea dinklagei est une espèce de plantes à fleurs de la famille des Fabaceae et du genre Samanea, présente en Afrique de l'Ouest. C'est une plante médicinale.
Son épithète spécifique dinklagei rend hommage au botaniste allemand Max Julius Dinklage, spécialiste de la flore africaine.

## Reproduction
La dissémination de ses graines est facilitée par les éléphants, celles-ci étant capables de germer dans les excréments d'éléphant.